# Piotr Fiszeder
Piotr Fiszeder (ur. 22 lipca 1973 w Brodnicy) – polski ekonomista, ekonometryk, nauczyciel akademicki, profesor nauk ekonomicznych. Specjalizuje się w ekonometrii finansowej.

## Życiorys
W latach 1988–1992 uczęszczał do IV Liceum Ogólnokształcącego w Toruniu, do klasy o profilu matematycznym. W 1992 roku został finalistą XLIII Olimpiady Matematycznej. Studia magisterskie ukończył w 1997 roku na kierunku metody ilościowe w zarządzaniu na Wydziale Nauk Ekonomicznych i Zarządzania Uniwersytetu Mikołaja Kopernika w Toruniu. Stopień doktora nauk ekonomicznych uzyskał w 2001 roku pod opieką promotora, profesora Zygmunta Zielińskiego. W 2009 roku otrzymał stopień doktora habilitowanego nauk ekonomicznych na podstawie monografii pt. Modele klasy GARCH w empirycznych badaniach finansowych. W 2022 roku uzyskał tytuł profesora. 
Od 1997 roku pracuje w Katedrze Ekonometrii i Statystyki na Wydziale Nauk Ekonomicznych i Zarządzania UMK w Toruniu. Jego zainteresowania naukowe koncentrują się na ekonometrii finansowej oraz zastosowaniach metod ilościowych w finansach. W dorobku naukowym ma ponad 80 prac, opublikowanych m.in. w takich czasopismach jak Applied Soft Computing, Energy Economics, International Journal of Forecasting, Journal of Economic Dynamics and Control, Journal of Empirical Finance, Applied Intelligence oraz Economic Modelling.
Był kierownikiem lub głównym wykonawcą wielu projektów badawczych finansowanych przez Komitet Badań Naukowych, Ministerstwo Nauki i Szkolnictwa Wyższego, Narodowe Centrum Nauki, Komitet Badań Ekonomicznych Narodowego Banku Polskiego, program Phare ACE Unii Europejskiej oraz Czech Science Foundation. Działał w kolegiach redakcyjnych kilku czasopism naukowych, m.in. Przeglądu Statystycznego wydawanego przez Główny Urząd Statystyczny. Od 2020 roku jest członkiem Komitetu Statystyki i Ekonometrii Polskiej Akademii Nauk.